# Rédei erdei vasút

## Története
1910-ben, más forrás szerint 1913-14-ben épült 760 mm nyomközű, 16,5 km hosszú vasútvonal gróf Esterházy Pál megrendelésére, lóüzemre, Bakonybánk (MÁV állomás) - Réde - Lesalja major - Hajmáspuszta (Csatka) között. Elágazása volt Rédén. Sínrendszere 7 kg/fm. Célja a Bakonyszentkirály-Réde körüli erdőség fájának kitermelése volt.
1923-ban a vasútvonal motorüzemre állt át. Időközben a motorüzemről átálltak gőzüzemre - ennek időpontja nem ismert - majd a megszűnés előtti utolsó évben (1956) ismét visszaálltak motorüzemre. A motorüzemre történő átálláskor vélhetően a felépítményt is átcserélték 9,3 kg/fm méretű sínekre.
A gőzüzem során a vasútvonalon egy 1914-ben gyártott MÁVAG 107-es szerkezetszámú és 3778-as sorozatszámú, 393,060 pályaszámú gőzmozdony teljesített szolgálatot, amely Bakonyszentlászlóról került Rédére, majd később Szobra, illetve Hirdre került.
A motorüzem során egy GV 5700-as sorozatszámú, külső csapágyas C50-es dízelmozdony volt használatban, amely a vonal megszűnését követően a Süttői Állami Erdei Vasútra került.
Évente általában 500 köbméter fát, és 1000 tonna egyéb anyagot szállítottak rajta, de egy 1955-ben keltezett erdészeti jelentésben évi 3.000 tonna faanyag szállítása szerepel.

## A vasút műszaki adatai
- Hosszúság: 16,5 km
- Nyomtávolság: 760 mm
- Legkisebb ívsugár: 35 méter
- Legnagyobb emelkedés: 20 ezrelék
- Felépítmény: 9,3 kg/fm

## Állomások
- Bakonybánk MÁV (13-as számú Pápa-Tatabánya vasútvonal)
- Pávarét
- Lesalja major

## 1956-os UVATERV tanulmány
1956-ban az UVATERV (Út-, Vasúttervező Vállalat) megvizsgálta a kisvasút helyzetét, amiről tanulmány készült az alábbi megállapításokkal:
A Bakonybánk-Réde-Lesalja major keskeny nyomközű vasútvonal a Tatabányai Erdészet tulajdonában van. Nagyvasúttal csatlakozó állomása Bakonybánk, innen az erdészeti fatelep érintésével a Cuhai-Bakony-ér bal partján Réde község belterületére vezet, áthalad a község központján, majd egy szűkebb völgyön keresztül Pávaréten ér véget. A fővonal 48/49-es szelvényében elágazás épült Lesalja majorhoz. Ez utóbbi a Pápai Sertéstenyésztő és Hizlaló Vállalat telepe. A kisvasút forgalma részben a sertéstelep, részben az erdészet, valamint Réde község szállításaiból adódik össze. A szállított áruk mennyisége évente 9.000 tonna. A tanulmány összefoglalójában megállapítja, hogy a kisvasúttal kapcsolatban személyszállítási igény nem merül fel, a vasút jelen műszaki állapotában a jelentkező áruszállítási igényeket kielégíti.

## Megszűnés
Az UVATERV tanulmány után egy évvel, 1957. április 9-én a KPM (Közlekedés- és Postaügyi Minisztérium) kiadja a bontási engedélyt a vasútra.